# アニラオ
アニラオ（西: Anilao）は、フィリピンのマニラ近郊の多くのスキューバダイビングサービス・リゾートがあるエリアのこと。狭義にはマビニ（Mabini）のバランガイ（Barangay）の一つアニラオをさすが、広義には、マビニとティンロイ（Tingloy）双方の行政区（Mnicipal）を含んだ半島部と島嶼部のダイビングサイトの広がる領域のことを指す。ここでは、通常意味している、広義のアニラオについて記述する。
アニラオは、マニラから南へ127キロに位置する、カルンバン半島（Calumpan peninsula）に位置するマビニと、ミンドロ島との間に浮かぶマリカバン（Maricaban）島、カバン（Caban）島、ソンブレロ島を含むティンロイの両町にまたがる、スクーバダイビングに適した場所の名称である。
カルンバン半島は西のバラヤン湾（Balayan bay）東のバタンガス湾（Batangas bay）の二つの湾の端で構成される半島で、外洋に近い内海であり、内海である故に波が高くならず、また外洋に近い故に程よく新鮮な海水の出入りがあり、サンゴの生育に適している。その結果、現在に至るまで多数のサンゴが見られ、そのサンゴをすみかとする多数の海中生物に富んだ海となっている。2003年に行われた調査では、319種類のサンゴが認められた。
砂浜は少なく、岩と石の海岸が多く、水中も砂地よりは岩とサンゴの構成となっているので、海水浴客よりは、スキューバダイビングを目的とした客で賑わう。7月から10月は雨期および台風のシーズンで、半島の西側は波が立つことがあるが、雨期の終わりから翌年の雨期までは、内海らしい、べた凪の状態が続く。

## スキューバダイビング
アニラオでのスキューバダイビングの歴史は、1970年代から始まる。マニラ在住のダイバーがタンクなどをマニラから持ち込み、週末を利用して潜り始めたのが始まりである。当時は道も未舗装で、携帯電話の電波も届かない田舎であった。
80年代にはリゾートも立ち始めるが、数は10軒のみ。その後増え続け、94年には23軒、2006年には73軒を数え、その殆どがダイビングの設備を備えた、ダイビングリゾートである。日本人経営のリゾートはパシフィコアズールリゾート＆パシフィックブルーダイブセンター、ヴィラ・マグダレナ、サンビームマリンスポーツなど3軒が営業している。韓国系がモンテカルロ他10軒程度。残りはフィリピン人による経営のリゾートである。
マニラからの週末ダイバーが中心であったが、1997年のアジア経済危機以降、変化が起こる。アニラオの住民の多くは、漁師か海外出稼ぎで生計を立てていたが、アジア経済危機以降、出稼ぎ労働者が契約を打ち切られ帰ってきたり、新規の出稼ぎ契約が結べず、住民の意識は出稼ぎより、観光地としてのアニラオの側面に向けられた。2006年には、ダイブソラナ（Dive solana）のオーナー、ジョエル・ユーチェンコ（Joel Uichinco）がアニラオのツアリズムの増進による現地住民の雇用拡大を目的とし、他のリゾートオーナーと協力して、 年間フォトコンテスト（Mabii Annual Digital Underwater Shootout: MAD about US）を主催し、広くアジアの他の国からのダイバーを迎える試みを行なった。これ以降、水中写真／マクロフォトのアニラオという認識が、特に東アジア、東南アジアのダイバーの中で広まっていくことになった。
現在では、日本、韓国、香港、台湾からの水中カメラやビデオを持った多くのダイバーを見ることができる。

## 環境保護
ダイビング産業の発達とともに、水中環境の保全の動きもあらわれ、1992年には、マビニエリアで4つのサンクチュアリ（カテドラル（Catherdal）、ツインロックス（Twin rocks）、アーサーズロック：（Arthur's rock）、ホワイトサンド（White sand）。ホワイトサンドは1993年にはサンクチュアリから外された）が指定された。当時のサンクチュアリは、禁漁・禁ダイビングであったが、後に、ダイビングは解禁された。
2003年には、環境保全の収入源として、ダイバー一人当たり、一日50ペソのダイブパスシステムが導入された。2013年からは1日200ペソの支払いが義務づけられている。ダイブパスの導入にあたっては、WWFがリサーチを行ない、当時のマビニ市長とティンロイ市長をビサヤ地方のアポ島の現地視察に招待するなどの主要な役割を果たした。
同年、マビニとティンロイの海岸から15キロ以内での商業漁業が禁止され、ダイビングを中心とした観光資源を守る動きはつづけられている。その一方で、ダイブパスの収入に見合っただけの、ブイの整備などができていないとの現地ダイバーからの不満も聞かれる。